# Salarias
Genre
Salarias est un genre de poissons de la famille des Blenniidae.

## Liste des espèces
Selon FishBase (2 avril 2015) :
- Salarias alboguttatus Kner, 1867
- Salarias ceramensis Bleeker, 1853
- Salarias fasciatus (Bloch, 1786)
- Salarias guttatus Valenciennes, 1836
- Salarias luctuosus Whitley, 1929
- Salarias nigrocinctus Bath, 1996
- Salarias obscurus Bath, 1992
- Salarias patzneri Bath, 1992
- Salarias ramosus Bath, 1992
- Salarias segmentatus Bath & Randall, 1991
- Salarias sexfilum Günther, 1861
- Salarias sibogai Bath, 1992
- Salarias sinuosus Snyder, 1908

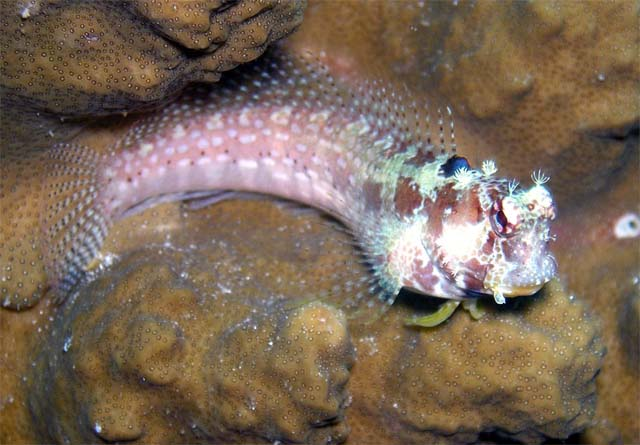
Salarias alboguttatus
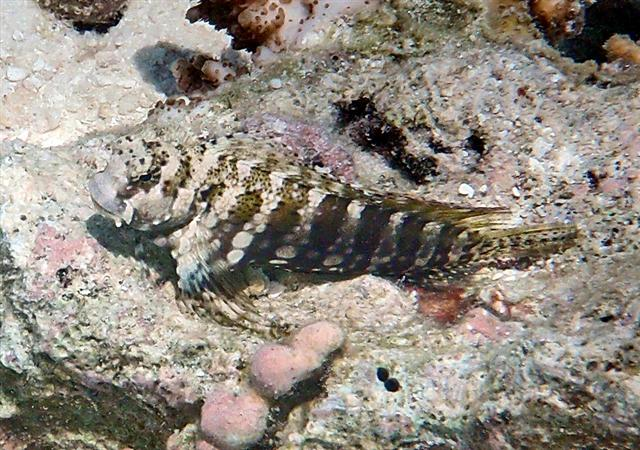
Salarias fasciatus
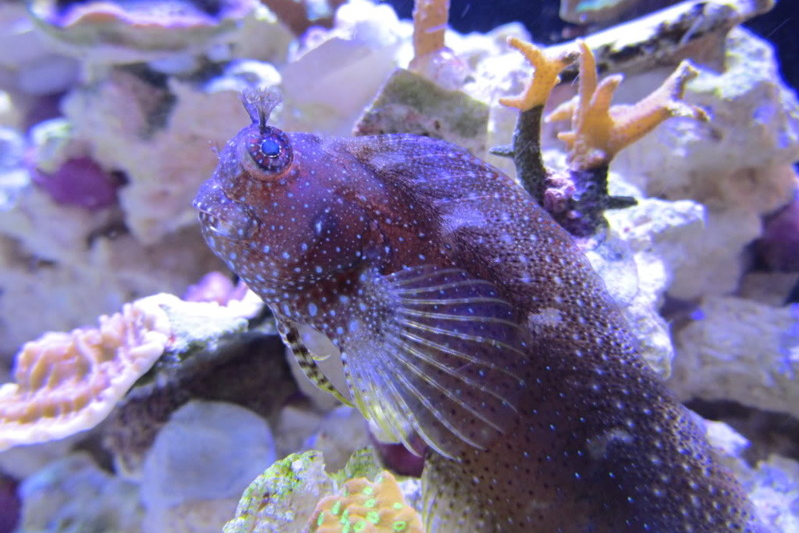
Salarias ramosus
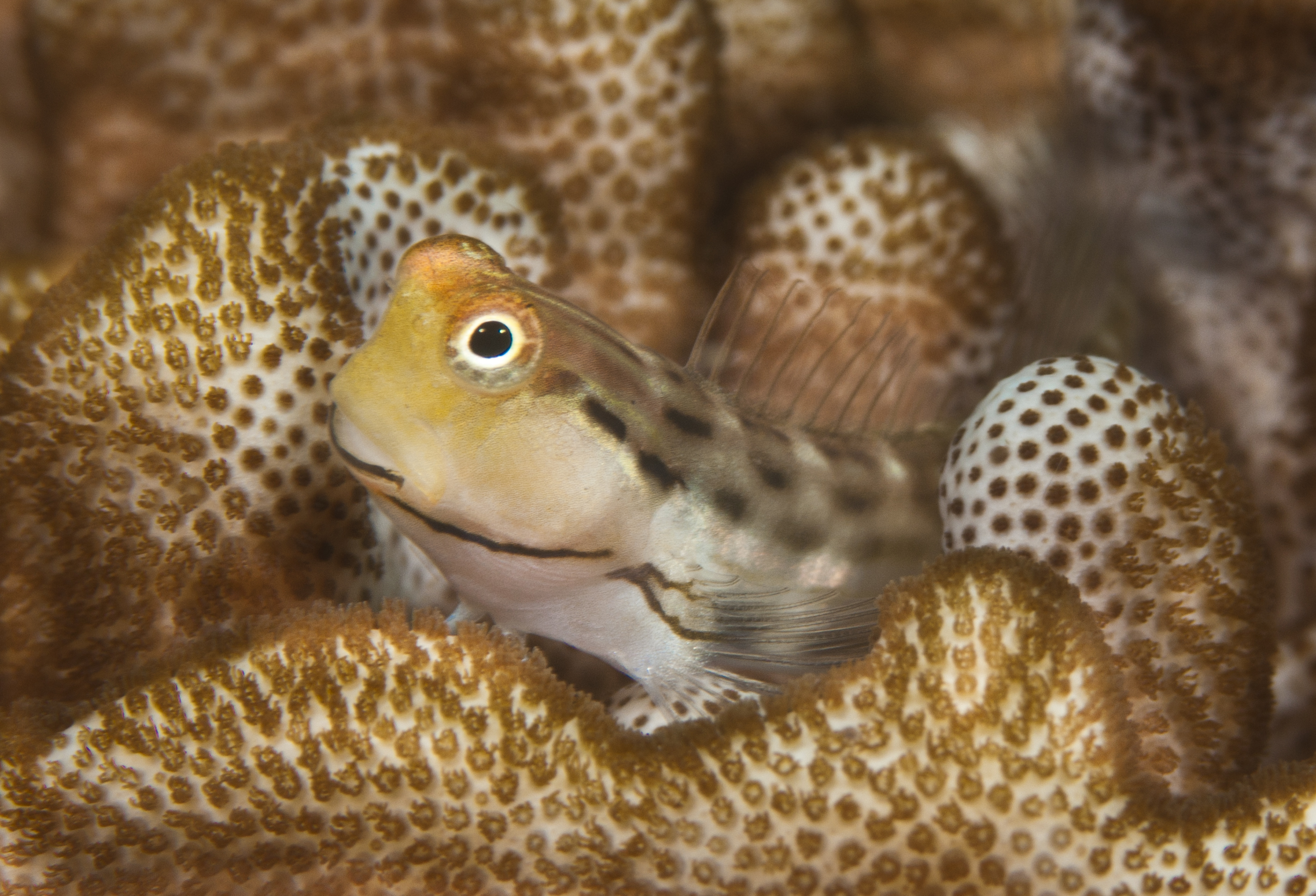
Salarias sinuosus